# Instituto Max Planck de Biología del Envejecimiento
El Instituto Max Planck (MPI) de Biología del Envejecimiento, fundado en 2008, es uno de los más de 80 institutos independientes sin ánimo de lucro creados bajo los auspicios de la Sociedad Max Planck. El objetivo general de la investigación es obtener conocimientos fundamentales sobre el proceso de envejecimiento y allanar así el camino hacia un envejecimiento más saludable en los seres humanos. Un equipo internacional de casi 40 países trabaja para descubrir los mecanismos moleculares, fisiológicos y evolutivos subyacentes.
Situado en el campus del Hospital Universitario de Colonia, este MPI forma una parte sustancial de un clúster regional de ciencias de la vida de organizaciones de investigación estrechamente interconectadas que se centran en la investigación del envejecimiento y las enfermedades asociadas al envejecimiento. Entre los socios regionales se encuentran el MPI de Investigación del Metabolismo y el Cluster de Excelencia CECAD (ambos en Colonia), así como el DZNE y el Instituto Max Planck de Neurobiología del Comportamiento (ambos en Bonn).
Junto con sus socios regionales, nacionales e internacionales, como ERIBA, los investigadores del MPI de Biología del Envejecimiento estudian cómo envejecen las células a lo largo de su vida, qué genes están implicados y hasta qué punto influyen los factores ambientales. Los procesos subyacentes se estudian en los llamados organismos modelo: se conocen los genes del ratón Mus musculus, de la mosca de la fruta Drosophila melanogaster y del gusano redondo Caenorhabditis elegans y la esperanza de vida de estos organismos es relativamente corta. Esto los hace especialmente adecuados para la investigación sobre el proceso de envejecimiento. Se utilizan otros organismos modelo como el pez turquesa africano Nothobranchius furzeri y la levadura Saccharomyces cerevisiae. A largo plazo, los estudios sobre organismos modelo se vincularán con estudios comparativos en seres humanos. El MPI está estudiando muestras de pacientes en la clínica y realizando estudios de familias longevas.
Desde el inicio de los trabajos de investigación en 2008, Adam Antebi (Estados Unidos), Nils-Göran Larsson (Suecia) y Linda Partridge (Reino Unido) han dirigido conjuntamente el instituto. En 2018 Thomas Langer (Alemania) fue nombrado cuarto director del instituto. Desde entonces, el departamento de Larsson ha dimitido del instituto. Anne Schaefer (Alemania) fue nombrada directora en 2021. En 2023 se jubiló Linda Partridge.
La primera piedra de los nuevos locales de investigación se colocó en 2010 y el edificio se inauguró en 2013.
Como uno de los institutos más jóvenes de la Sociedad Max Planck, el MPI de Biología del Envejecimiento se está ampliando aún más y debería llegar a tener una plantilla de unos 350 trabajadores. Está previsto crear al menos diez grupos de investigación, así como un cuarto departamento bajo la dirección de otro director.

## Departamentos
- Genética molecular del envejecimiento (Adam Antebi)
- Proteostasis mitocondrial (Thomas Langer)
- Neurobiología del envejecimiento (Anne Schaefer)

## Grupos de investigación
- Genética y biomarcadores del envejecimiento humano (Joris Deelen / Grupo de investigación)
- Control del crecimiento celular en la salud y en las enfermedades relacionadas con la edad (Constantinos Demetriades / Grupo de investigación Max Planck)
- Mecanismos de reparación del ADN (Ron Jachimowicz / Grupo de Investigación Max Planck)
- La ADP-ribosilación en la reparación y el envejecimiento del ADN (Ivan Matic / Grupo de investigación)
- Inestabilidad del genoma y envejecimiento (Stephanie Panier / Grupo de investigación Max Planck)
- Metabolismo de las infecciones (Lena Pernas/Grupo de investigación Max Planck)
- Biología de sistemas del envejecimiento (Zak Frentz/Grupo de investigación Max Planck)
- Proteínas de unión al ARN en el metabolismo y el envejecimiento (Ina Huppertz/Grupo de investigación Max Planck)
- Neuroinmunología del envejecimiento (Hannah Scheiblich/Grupo de investigación Max Planck)

## Antiguos grupos de investigación
- Homeostasis de la Piel y Envejecimiento (Sara Wickström / Grupo de Investigación Max Planck), se trasladó a la Universidad de Helsinki, y ahora ha sido nombrada directora del Instituto Max Planck de Biomedicina Molecular.
- Evolución del genoma y envejecimiento (Jim Stewart/Grupo de investigación), trasladado al Instituto de Biociencias, Universidad de Newcastle.
- Biología evolutiva y experimental del envejecimiento (Dario Riccardo Valenzano/Grupo de investigación Max Planck),[2] trasladado al Instituto Leibniz sobre el Envejecimiento.
- Regulación metabólica y genética del envejecimiento (Martin Denzel / Grupo de investigación), trasladado a Altos Labs [3]
- Regulación de la autofagia (Martin Graef / Grupo de investigación Max Planck), trasladado a la Universidad de Cornell [4]
- Chromatin und Alterung (Max-Planck-Forschungsgruppe Peter Tessarz), trasladado a la Universidad de Radboud [5]

Los «Grupos de Investigación Max Planck» ofrecen a los jóvenes investigadores postdoctorales la oportunidad de cualificarse para seguir una carrera investigadora. Sus líderes son nombrados por el presidente de la Sociedad Max Planck y gozan de un estatus independiente dentro de una IPM, similar al de los directores.

## Escuela Superior de Investigación sobre el Envejecimiento de Colonia
La Escuela de Posgrado de Colonia de Investigación sobre el Envejecimiento se estableció en 2013 como una empresa conjunta de la Escuela de Posgrado de las respuestas celulares al estrés en las enfermedades asociadas al envejecimiento (Escuela de Posgrado CECAD) y la Escuela Internacional Max Planck de Investigación sobre el Envejecimiento (IMPRS AGE). Los institutos asociados son el Clúster de Excelencia - Respuestas celulares al estrés en las enfermedades asociadas al envejecimiento (CECAD), el Instituto Max Planck de Biología del Envejecimiento, el Instituto Max Planck de Investigación del Metabolismo, la Universidad de Colonia y el Hospital Universitario de Colonia. La Escuela de Postgrado ofrece a jóvenes investigadores de talento excepcional de todo el mundo la oportunidad de obtener su doctorado en el campo de la investigación sobre el envejecimiento dentro de un programa estructurado de cuatro años. La solicitud requiere un título de máster (o equivalente) y se abre anualmente en verano/otoño. Los títulos de doctorado son otorgados por la Universidad de Colonia. Desde 2019, la Cologne Graduate School of Ageing Research ofrece un programa de becas de máster. Este programa concede hasta 5 becas de máster al año a estudiantes excelentes que estén particularmente interesados en el campo de la investigación sobre el envejecimiento. Las solicitudes para el programa de becas de máster pueden presentarse cada año en primavera/verano. Los estudiantes completan su máster en uno de los programas de máster de la Universidad de Colonia en «Ciencias Biológicas» o «Bioquímica y Medicina Molecular».